# 桜ケ丘町 (北九州市)
桜ケ丘町（さくらがおかまち）は福岡県北九州市八幡西区の町。住居表示実施済み。郵便番号は806-0042。

## 地理
八幡西区の北部に位置し、北に大字熊手、東に熊西、南に青山、西に皇后崎町と接する。

## 地域の特徴
町域の北縁から西縁に沿って筑豊電気鉄道線が通り、南縁を通る国道3号を跨いで立体交差する。西の高台にある福岡県住宅供給公社桜ヶ丘皇后崎団地を除いては商業地域となっており、広い駐車スペースを持つディスカウントストアやインテリア用品店、子供服店、飲食店などがある。

## 歴史
昭和29年、洞南町に三菱鉱業セメント（現UBE三菱セメント）黒崎工場が設置され、当町域に社宅が設けられた。また同31年に桜ヶ丘皇后崎団地5棟が完工し、住宅化が進行した。かつては三菱鉱業セメントグラウンド・テニスコート・弓道場・プールなどがあったが、2000年代に入り社宅を含め全て取り壊され、商業用地となった。

### 地名の由来
かつてより当地付近に桜があったことによる。

### 沿革
- 1959年（昭和34年） - 桜ケ丘町新設[4]。
- 1963年（昭和38年）2月1日 - 八幡市、戸畑市、小倉市、若松市、門司市の5市が合併し、北九州市が発足。八幡市桜ケ丘町は北九州市八幡区桜ケ丘町となる。
- 1963年（昭和38年）4月1日 - 北九州市が政令指定都市に指定され、八幡区、戸畑区、小倉区、若松区、門司区の5区を設置。北九州市八幡区桜ケ丘町は北九州市八幡区桜ケ丘町となる。
- 1967年（昭和42年）6月1日 - 大字熊手の一部を編入、住居表示実施[5]。
- 1974年（昭和49年）4月1日 - 八幡区が八幡西区と八幡東区に分かれ、北九州市八幡西区桜ケ丘町となる[6]。

### 町名の変遷
| 実施内容 | 実施年月日               | 実施後   | 実施前                         |
| -------- | ------------------------ | -------- | ------------------------------ |
| 町名新設 | 1959年（昭和34年）       | 桜ケ丘町 | 大字熊手の一部                 |
| 住居表示 | 1967年（昭和42年）6月1日 | 桜ケ丘町 | 桜ケ丘町の全部、大字熊手の一部 |

## 世帯数と人口
2025年（令和7年）3月31日現在（北九州市発表）の世帯数と人口は以下の通りである。
| 町       | 世帯数 | 人口 |
| -------- | ------ | ---- |
| 桜ケ丘町 | 13世帯 | 21人 |

### 人口の変遷
国勢調査による人口の推移。
| 1995年（平成7年）  | 445人 | [ 7 ]  |  |
| 2000年（平成12年） | 343人 | [ 8 ]  |  |
| 2005年（平成17年） | 98人  | [ 9 ]  |  |
| 2010年（平成22年） | 73人  | [ 10 ] |  |
| 2015年（平成27年） | 62人  | [ 11 ] |  |
| 2020年（令和2年）  | 45人  | [ 12 ] |  |

### 世帯数の変遷
国勢調査による世帯数の推移。
| 1995年（平成7年）  | 210世帯 | [ 7 ]  |  |
| 2000年（平成12年） | 155世帯 | [ 8 ]  |  |
| 2005年（平成17年） | 58世帯  | [ 9 ]  |  |
| 2010年（平成22年） | 43世帯  | [ 10 ] |  |
| 2015年（平成27年） | 37世帯  | [ 11 ] |  |
| 2020年（令和2年）  | 27世帯  | [ 12 ] |  |

## 学区
市立小・中学校に通う場合、学区は以下の通りとなる。
| 町       | 街区 | 小学校               | 中学校               |
| -------- | ---- | -------------------- | -------------------- |
| 桜ケ丘町 | 全域 | 北九州市立青山小学校 | 北九州市立熊西中学校 |

## 交通

### バス
域内のバス停と系統は以下のとおりである。
| 運行事業者 | 運行事業者 | 西鉄バス北九州 | 西鉄バス北九州 | 西鉄バス北九州 | 西鉄バス北九州 | 北九州市交通局 |
| 系統       | 系統       | 1              | 74-1           | 80             | 82             | 57             |
| 停留所     | 熊西二丁目 | ○              | ○              | ○              | ○              | ○              |

### 道路
- 国道3号

## 施設

### 商業施設
- ドン・キホーテ 黒崎店
- 西松屋 フレスポ黒崎店
- ニトリ 八幡西店